# Montcenis
Montcenis är en kommun i departementet Saône-et-Loire i regionen Bourgogne-Franche-Comté i östra Frankrike. Kommunen ligger i kantonen Montcenis som tillhör arrondissementet Autun. År 2022 hade Montcenis 1 864 invånare.

## Befolkningsutveckling
Antalet invånare i kommunen Montcenis
| Referens: INSEE |